# The Bon Marché Building of Asheville
El edificio Bon Marché de Asheville, Carolina del Norte, ahora el Haywood Park Hotel, fue construido en 1923 por EW Grove para el propietario de la tienda, Solomon Lipinsky.  Esto fue varios años antes de que Grove comenzara la construcción del cercano Grove Arcade, uno de los monumentos arquitectónicos más famosos de Asheville. El edificio fue diseñado por WL Stoddart, un arquitecto hotelero que también diseñó el Battery Park Hotel y el Vanderbilt Hotel.
Ahora alberga el Haywood Park Hotel, miembro de Historic Hotels of America.
Este nuevo edificio sirvió como una ubicación más grande para Bon Marché, originalmente llamado Lipinsky and Ellick, que se fundó en el centro de Asheville en la década de 1890. El propietario, Solomon Lipinsky, era un destacado hombre de negocios judío y líder comunitario en Asheville. desde la década de 1890 hasta 1978, casi 90 años, Bon Marché se convirtió en la tienda por departamentos más antigua en la historia de Asheville. El nombre Bon Marché, que significa "el buen trato" o "el buen mercado" en francés, proviene de Le Bon Marché, uno de los primeros grandes almacenes del mundo ubicado en París.
En una carta de 1938 al hijo de Solomon Lipinsky, Lewis Lipinsky, en preparación para el 50 aniversario de la tienda, el autor de Asheville, Thomas Wolfe, dice: "...Bon Marché es un hito tan importante en la vida de Asheville que si alguna vez escuché que le había pasado algo, creo que debería sentir casi como si la montaña Beaucatcher hubiera sido removida violentamente del paisaje por alguna fuerza de la naturaleza. Sé que desde que puedo recordar, en cualquier caso, siempre ha estado con las mujeres en casa para obtener lo mejor en mercadería y moda..."
Después de que The Bon Marché Store se mudó al otro lado de la calle en 1937, los grandes almacenes Ivey's se hicieron cargo del edificio Bon Marché. Los grandes almacenes Ivey se convirtieron en un elemento básico en el centro de Asheville a mediados del siglo XX.
En 1985 se renovó el edificio Bon Marché con la eliminación de algunas adiciones de los años 50 y 60, como un toldo semicircular incompatible con el estilo original del edificio. Haywood Street Redevelopment Corp. lo convirtió en Haywood Park Hotel and Atrium, una propiedad de usos múltiples que incluye un hotel, restaurantes, tiendas minoristas y oficinas; la conversión se completó en 1988. Es miembro de Historic Hotels of America.